# Bolest plavog jezika
Bolest plavog jezika (eng. Bluetongue disease BT) neinfektivna je virusna bolest koja pogađa preživače, posebno ovce, goveda i koze, te se prenosi preko kukaca. Bolest uzrokuje virus plavog jezika (BTV), koji pripada RNA virusima i ima preko 28 različitih serotipova. Virus se uglavnom prenosi ugrizima mušica roda Culicoides, posebno vrsta poput C. imicola, C. oxystoma i C. variipennis.
Klinička slika bolesti se često opisuje akronimom FFF (eng. fever, face, feet - hrv. groznica, lice, stopala) jer obuhvaća tri glavna područja simptoma. Životinje razvijaju visoku groznicu, pretjerano slinjenje te značajno otjecanje lica i jezika. Otečeni jezik može poprimiti plavu boju zbog cijanoze, što je dalo ime bolesti, iako se taj znak javlja samo kod manjeg broja životinja. Često se javljaju i nosni simptomi s iscjetkom i otežanim disanjem.
Mnoge životinje razvijaju i lezije na nogama koje počinju kao upala vijenaca, što dovodi do hromosti. Kod ovaca to može rezultirati hodanjem na koljenima, dok kod goveda stalno mijenjanje položaja nogu daje bolesti nadimak „bolest ples”. U teže pogođenih životinja može se razviti i uvijanje vrata. Inkubacijsko razdoblje traje 5-20 dana, a svi simptomi se obično razviju u roku od mjesec dana.
Stopa smrtnosti je obično niska, ali može biti vrlo visoka kod osjetljivih pasmina ovaca - u Africi lokalne pasmine mogu imati nultu smrtnost, dok kod uvezenih pasmina može dosegnuti čak 90%. Oporavak je spor i traje nekoliko mjeseci. Posebno zabrinjavajuće je što virus može uzrokovati kongenitalne deformacije kod janjadi zaražene u maternici, uključujući hidranencefaliju.
Virus ima široku geografsku rasprostranjenost i nalazi se u Africi, Aziji, Australiji, Europi, Sjevernoj Americi te različitim tropskim i suptropskim regijama. Prisutnost vektora kukaca određuje globalnu distribuciju bolesti, a virus opstaje u područjima gdje klimatski uvjeti omogućavaju preživljavanje Culicoides mušica tijekom zime.
U Europi se bolest počela širiti od 2006. godine kada su prvi slučajevi pronađeni u Nizozemskoj, a zatim u Belgiji, Njemačkoj i Luksemburgu. Do 2007. godine bolest je dosegla Česku Republiku i Ujedinjeno Kraljevstvo, a kasnije se proširila i na Skandinaviju i Švicarsku. U 2023. godini Europa je svjedočila pojavljivanju novog serotipa BTV-3, koji je prvi put identificiran u Nizozemskoj i zatim se proširio na brojne europske zemlje uključujući: Belgiju, Njemačku, Francusku, Španjolsku, Ujedinjeno Kraljevstvo, Norvešku i Švedsku.
Ekonomski utjecaj bolesti je značajan, s procijenjenim globalnim gubicima od približno 3 milijarde američkih dolara. Važno je napomenuti da bolest ne predstavlja prijetnju za ljude, ali je ekonomski vrlo značajna za stočarstvo i poljoprivredu zbog utjecaja na domaće životinje.